# ثمرتو
ثمرتو هي قرية في مقاطعة أرومية، إيران. يقدر عدد سكانها بـ 253 نسمة بحسب إحصاء 2016.